# ランダウン ロッキング・ザ・アマゾン
『ランダウン ロッキング・ザ・アマゾン』（原題: The Rundown）は、2003年にアメリカで製作されたアクション映画。アメリカのプロレス団体「WWE」が、当時団体所属レスラーだったザ・ロックを主演に製作した。日本公開時は『ランダウン ロッキング・ザ・アマゾン』というサブタイトルが付いていたが、DVD化の際にサブタイトルは外され『ランダウン』としてリリースされた。しかしテレビ東京にて地上波初放送された際にはサブタイトルが再び付加された。また、日本での配給は当初北米以外の地域と同様、ソニー・ピクチャーズ エンタテインメントにするつもりだったが、北米の地域と同様、UIPに変更された。

## ストーリー
絶対に銃を使わないというポリシーを持つ、凄腕の賞金稼ぎベック。彼はマフィアに多額の借金をしていたため、仕方なくこの仕事を続けていたが、そろそろ引退して、夢であるレストラン経営を行いたいと考えていた。するとマフィアのボスから「無事成功すれば自由にしてやる」という条件が付いた仕事を依頼される。それはアマゾンのジャングルで秘宝探しをしている、ボスの放蕩息子トラビスを連れ戻してこいというものだった。
渋々依頼を引き受け、ジャングルへと向かったベックだったが、トラビスはすぐに見つかり、無事仕事を終えたかに思われた。しかし、トラビスは「秘宝を手にするまで後少しだから」と一向に帰ろうとしなかったため、ベックは彼に協力して秘宝を探すことにする。だが、その秘宝を狙っているのは彼らだけではなく、地元の独裁者やゲリラ組織と戦う破目になってしまう。

## 登場人物
ベック
賞金稼ぎ。
トラビス・アルフレッド・ウォーカー
暗黒街のボスの息子。
マリアナ
ゲリラ組織の女性リーダー。
ハッチャー
独裁者。
ブライアン・ナップミラー
NFLのスター選手。
デクラン
ベックをヘリでアマゾンに送った。

## キャスト
| 役名                               | 俳優                             | 日本語吹替 | 日本語吹替   |
| 役名                               | 俳優                             | ソフト版   | テレビ東京版 |
| ---------------------------------- | -------------------------------- | ---------- | ------------ |
| ベック                             | ザ・ロック                       | 小山力也   | 東地宏樹     |
| トラビス・アルフレッド・ウォーカー | ショーン・ウィリアム・スコット   | 内田夕夜   | 竹若拓磨     |
| マリアナ                           | ロザリオ・ドーソン               | 田野恵     | 安藤麻吹     |
| ハッチャー                         | クリストファー・ウォーケン       | 有本欽隆   | 菅生隆之     |
| デクラン                           | ユエン・ブレムナー               | 小森創介   | 牛山茂       |
| マニート                           | アーニー・レイズ・Jr             | 鳥海勝美   | 原語音声     |
| ハービー                           | ジョン・グリース                 | 坂東尚樹   | 岩崎ひろし   |
| ビリー・ウォーカー                 | ウィリアム・ラッキング           | 稲葉実     | 佐々木梅治   |
| マーティン                         | ポール・S・パワー                | 霜山多加志 | 玄田哲章     |
| ブライアン・ナップミラー           | スティーブン・ビショップ         | 落合弘治   | 佐久田修     |
| デビッド・ムレール                 | チャック・ノーマン               | 江川央生   |              |
| ジミー・コッゲシェル               | ジョン・ダフ                     | 古田信幸   |              |
| カメオ出演                         |                                  |            |              |
| クラブのオーナー                   | アーノルド・シュワルツェネッガー | 古田信幸   | 玄田哲章     |

- ソフト版：DVD収録。

その他：河相智哉／遠藤純一／宇乃音亜季／前島貴志／魚建／白山修
- テレビ東京版：初回放送2008年4月17日「木曜洋画劇場」

その他：仲野裕／天田益男／麻生潤也／松平真之介／中谷一博／大窪晶／伊藤美穂

## スタッフ
- 監督：ピーター・バーグ
- 製作：マーク・エイブラハム、カレン・グラッサー、ケヴィン・ミッシャー
- 製作総指揮：アラン・ビーティ、クリス・チェサー、ジョン・コーリイ、リック・キドニー、ビンス・マクマホン
- 原案：R・J・スチュワート
- 脚本：R・J・スチュワート、ジェームズ・ヴァンダービルト
- 撮影：トビアス・A・シュリッスラー
- 音楽：ハリー・グレッグソン＝ウィリアムズ